# Ficus hookeriana
Ficus hookeriana är en mullbärsväxtart som beskrevs av Edred John Henry Corner. Ficus hookeriana ingår i släktet fikonsläktet, och familjen mullbärsväxter. Inga underarter finns listade i Catalogue of Life.